# (6864) Starkenburg
Pour les articles homonymes, voir  Starkenburg .
(6864) Starkenburg est un astéroïde de la ceinture principale.

## Description
(6864) Starkenburg est un astéroïde de la ceinture principale. Il fut découvert le 12 septembre 1991 à Tautenburg par Freimut Börngen et Lutz Dieter Schmadel. Il présente une orbite caractérisée par un demi-grand axe de 2,27 UA, une excentricité de 0,10 et une inclinaison de 2,8° par rapport à l'écliptique.

## Compléments